# Pimpinella simensis
Pimpinella simensis är en flockblommig växtart som beskrevs av George Bentham och Joseph Dalton Hooker. Pimpinella simensis ingår i släktet bockrötter, och familjen flockblommiga växter. Inga underarter finns listade i Catalogue of Life.